# Grande Anse (La Réunion)
Pour les articles homonymes, voir Grand Anse.
Grande Anse est une anse de l'île de La Réunion, un département d'outre-mer français dans l'océan Indien. Située sur le territoire communal de Petite-Île entre le cap de l'Abri au nord-ouest et le piton de Grande Anse au sud-est, elle est surtout connue pour sa belle plage corallienne, la dernière dans le sud-ouest du territoire. Très fréquentée le week-end, celle-ci présente un « paysage de carte postale, de cocotiers et de sable blond » mais n'est pas surveillée.